# Harubredan
Harubredan är en ö i Finland. Den ligger i Finska viken och i kommunen Ingå i den ekonomiska regionen  Raseborg i landskapet Nyland, i den södra delen av landet. Ön ligger omkring 68 kilometer väster om Helsingfors.
Öns area är 3,3 hektar och dess största längd är 350 meter i sydöst-nordvästlig riktning. Ön höjer sig omkring 10 meter över havsytan.